# Take Me Home Tour
Tournées par One Direction
Up All Night Tour
(2011–12) Where We Are Tour
(2014)
Le Take Me Home Tour est la deuxième tournée du boys band anglo-irlandais One Direction. Annoncée par le membre Liam Payne début 2012 lors des Brit Awards, la tournée devait à l'origine se dérouler uniquement au Royaume-Uni et en Irlande. Elle a cependant été élargie par la suite pour passer par l'Amérique du Nord, l'Australie et l'Europe, à la suite de la percée internationale du groupe. La tournée s'est déroulée de février à novembre 2013, et a commencé à l'O2 Arena de Londres le 23 février 2013.

## Contexte

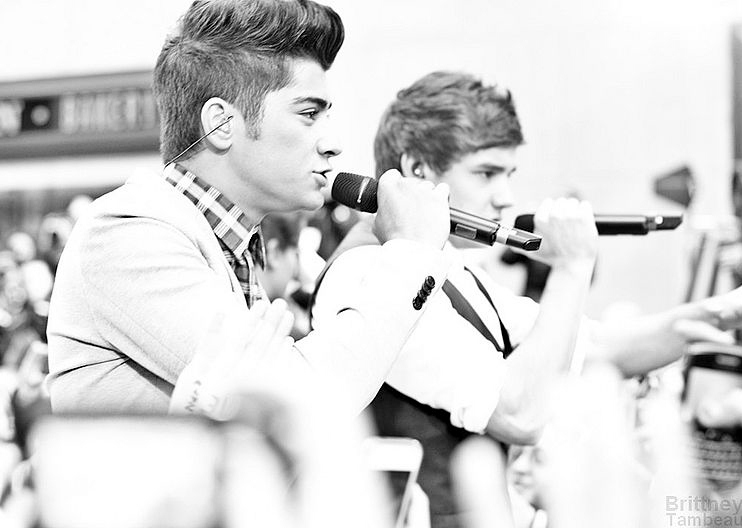
Zayn Malik (à gauche) et Liam Payne (à droite) qui chantent "What Makes You Beautiful" pour The Today Show le 13 mars 2012

Le 21 février 2012, les One Direction participent aux 2012 BRIT Awards où ils reçoivent le prix du « Meilleur Single britannique » (Best British Single) pour leur titreayn What Makes You Beautiful. Pendant leur discours de remerciement, Liam Payne déclare que le groupe va se lancer dans sa première tournée de concerts. Il est rapporté par la suite que la tournée se composera de quinze dates à travers le Royaume-Uni et l'Irlande. Le site officiel du groupe confirme les dates. Les billets sont quant à eux mis en vente à partir du 25 février.
Le 12 avril 2012, le groupe annonce que la tournée passera également par l'Amérique du Nord. Cette partie nord-américaine de la tournée doit s'arrêter dans 25 villes, en commençant par Sunrise en Floride le 13 juin 2013, puis en passant dans les villes de Toronto, Chicago, Denver, Montréal et Las Vegas avant de se conclure le 7 août à Los Angeles. Les billets pour la tournée nord-américaine ont été mis en vente le 21 avril 2012, sur les sites web de Ticketmaster et de Live Nation. Niall Horan, membre du groupe, a déclaré dans un communiqué sur MTV News : « Nos fans sont tout simplement les meilleurs du monde. Le soutien qu'ils nous ont témoigné a été incroyable et nous leurs sommes tous très reconnaissants. Nous avons hâte de voir tout le monde cet été au Madison Square Garden, et bien sûr quand nous ferons notre tournée mondiale en 2013 ». 
Le 18 avril 2012, l'Australie s'ajoute à la liste. La tournée australienne doit débuter à Brisbane le 13 septembre 2013 et passer par Sydney, Melbourne et Adélaïde, avant de se diriger à l'ouest vers Perth. La tournée doit ensuite retourner sur la côte est pour cinq concerts supplémentaires, avant de se rendre en Nouvelle-Zélande pour trois concerts.
Des dates européennes ont été confirmées le 29 octobre 2012 : la tournée européenne doit passer par la France, la Norvège, la Suède, l'Allemagne, la Belgique, les Pays-Bas, l'Italie, l'Espagne, la Suisse, le Portugal et le Danemark en avril et mai 2013. Les billets sont mis en vente entre le 2 et 5 novembre 2012, selon le lieu.

## Première partie
- Camryn (Europe)[8]
- 5 Seconds of Summer (Europe, Amérique et Australie)[9]
- Olly Murs (Asie)

## Set-list

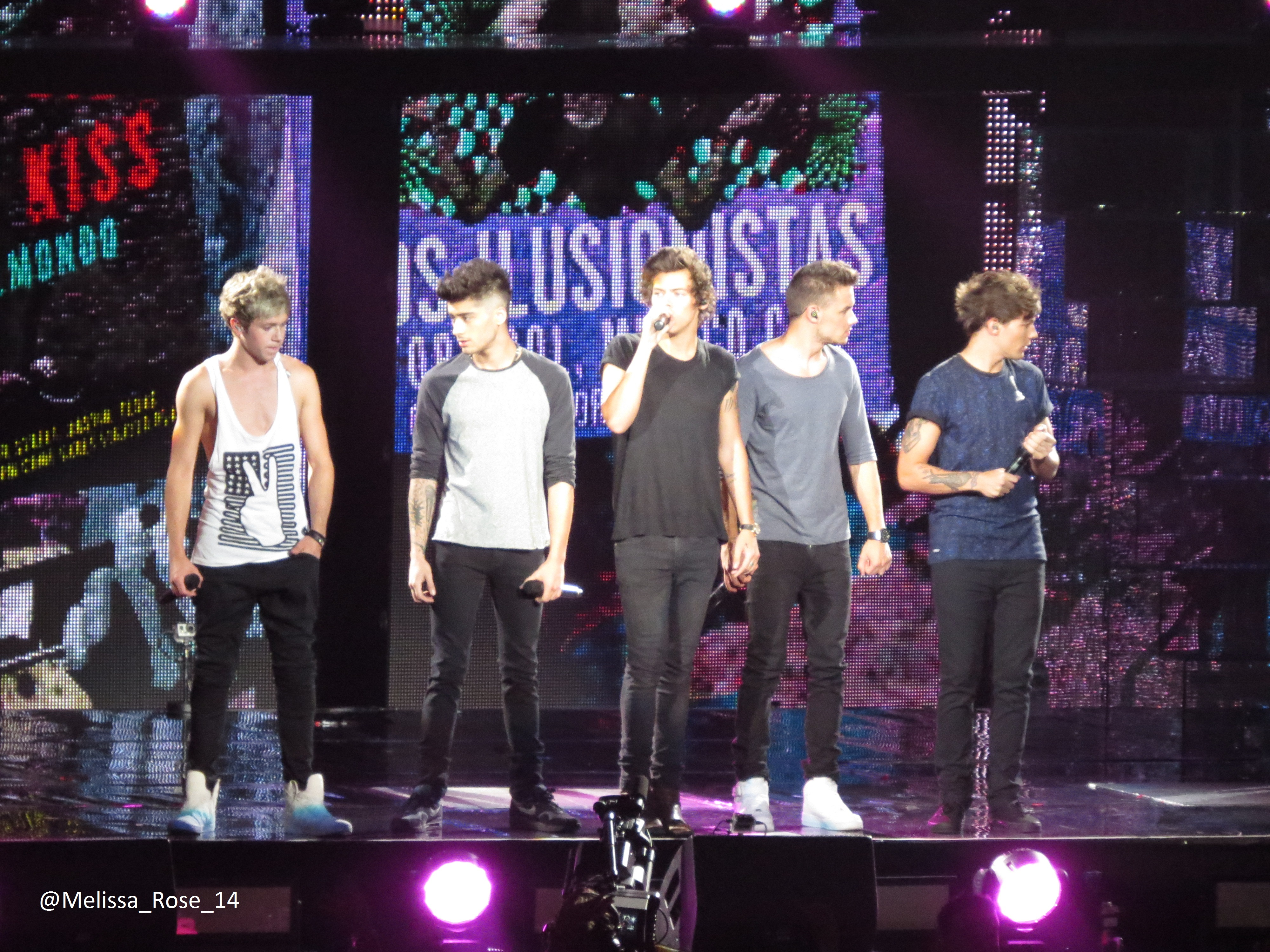
Le groupe lors de leur concert à East Rutherford le 2 juillet 2013.

La set-list est celle du concert de Londres du 23 février 2013 et en représente pas nécessairement toute la tournée.
1. Up All Night
2. I Would
3. Heart Attack
4. More than This
5. Loved You First
6. One Thing
7. C'mon, C'mon
8. Change My Mind
9. One Way or Another (Teenage Kicks)
10. Last First Kiss
11. Moments
12. Back for You
13. Summer Love
14. Over Again
15. Little Things
16. Teenage Dirtbag (reprise de Wheatus)
17. Rock Me
18. She's Not Afraid
19. Kiss You
20. Live While We're Young
21. What Makes You Beautiful

## Dates de la tournée
| Date               | Ville            | Pays             | Venue                                     | Première partie     |
| Europe             | Europe           | Europe           | Europe                                    | Europe              |
| ------------------ | ---------------- | ---------------- | ----------------------------------------- | ------------------- |
| 23 février 2013[A] | Londres          | Angleterre       | O2 Arena                                  | 5 Seconds of Summer |
| 24 février 2013[A] | Londres          | Angleterre       | O2 Arena                                  | 5 Seconds of Summer |
| 26 février 2013    | Glasgow          | Écosse           | Scottish Exhibition and Conference Centre | 5 Seconds of Summer |
| 27 février 2013    | Glasgow          | Écosse           | Scottish Exhibition and Conference Centre | 5 Seconds of Summer |
| 1er mars 2013      | Cardiff          | Pays de Galles   | Motorpoint Arena Cardiff                  | 5 Seconds of Summer |
| 2 mars 2013[A]     | Cardiff          | Pays de Galles   | Motorpoint Arena Cardiff                  | 5 Seconds of Summer |
| 5 mars 2013        | Dublin           | Irlande          | The O2                                    | 5 Seconds of Summer |
| 6 mars 2013        | Dublin           | Irlande          | The O2                                    | 5 Seconds of Summer |
| 7 mars 2013        | Belfast          | Irlande du Nord  | Odyssey Arena                             | 5 Seconds of Summer |
| 8 mars 2013        | Belfast          | Irlande du Nord  | Odyssey Arena                             | 5 Seconds of Summer |
| 10 mars 2013       | Belfast          | Irlande du Nord  | Odyssey Arena                             | 5 Seconds of Summer |
| 11 mars 2013       | Belfast          | Irlande du Nord  | Odyssey Arena                             | 5 Seconds of Summer |
| 12 mars 2013       | Dublin           | Irlande          | The O2                                    | 5 Seconds of Summer |
| 13 mars 2013       | Dublin           | Irlande          | The O2                                    | 5 Seconds of Summer |
| 16 mars 2013[A]    | Manchester       | Angleterre       | Manchester Arena                          | 5 Seconds of Summer |
| 17 mars 2013       | Liverpool        | Angleterre       | Liverpool Arena                           | 5 Seconds of Summer |
| 19 mars 2013       | Sheffield        | Angleterre       | Motorpoint Arena Sheffield                | 5 Seconds of Summer |
| 20 mars 2013       | Nottingham       | Angleterre       | Capital FM Arena Nottingham               | 5 Seconds of Summer |
| 22 mars 2013       | Birmingham       | Angleterre       | LG Arena                                  | 5 Seconds of Summer |
| 23 mars 2013[A]    | Birmingham       | Angleterre       | LG Arena                                  | 5 Seconds of Summer |
| 31 mars 2013       | Liverpool        | Angleterre       | Echo Arena Liverpool                      | 5 Seconds of Summer |
| 1er avril 2013     | Londres          | Angleterre       | O2 Arena                                  | 5 Seconds of Summer |
| 2 avril 2013       | Londres          | Angleterre       | O2 Arena                                  | 5 Seconds of Summer |
| 4 avril 2013       | Londres          | Angleterre       | O2 Arena                                  | 5 Seconds of Summer |
| 5 avril 2013       | Londres          | Angleterre       | O2 Arena                                  | 5 Seconds of Summer |
| 6 avril 2013       | Londres          | Angleterre       | O2 Arena                                  | 5 Seconds of Summer |
| 8 avril 2013       | Newcastle        | Angleterre       | Metro Radio Arena                         | 5 Seconds of Summer |
| 9 avril 2013       | Newcastle        | Angleterre       | Metro Radio Arena                         | 5 Seconds of Summer |
| 10 avril 2013      | Newcastle        | Angleterre       | Metro Radio Arena                         | 5 Seconds of Summer |
| 12 avril 2013      | Glasgow          | Écosse           | Scottish Exhibition and Conference Centre | 5 Seconds of Summer |
| 13 avril 2013      | Sheffield        | Angleterre       | Motorpoint Arena Sheffield                | 5 Seconds of Summer |
| 14 avril 2013      | Sheffield        | Angleterre       | Motorpoint Arena Sheffield                | 5 Seconds of Summer |
| 16 avril 2013      | Nottingham       | Angleterre       | Capital FM Arena                          | 5 Seconds of Summer |
| 17 avril 2013      | Birmingham       | Angleterre       | LG Arena                                  | 5 Seconds of Summer |
| 19 avril 2013      | Manchester       | Angleterre       | Manchester Arena                          |                     |
| 29 avril 2013      | Paris            | France           | Palais omnisports de Paris-Bercy          | Camryn (en)         |
| 30 avril 2013      | Amnéville        | France           | Galaxie                                   | Camryn (en)         |
| 1er mai 2013       | Anvers           | Belgique         | Sportpaleis                               | Camryn (en)         |
| 3 mai 2013         | Amsterdam        | Pays-Bas         | Ziggo Dome                                | Camryn (en)         |
| 4 mai 2013         | Oberhausen       | Allemagne        | König Pilsener Arena                      | Camryn (en)         |
| 5 mai 2013         | Herning          | Danemark         | Jyske Bank Boxen                          | Camryn (en)         |
| 7 mai 2013         | Baerum           | Norvège          | Telenor Arena                             | Camryn (en)         |
| 8 mai 2013         | Stockholm        | Suède            | Friends Arena                             | Camryn (en)         |
| 10 mai 2013        | Copenhague       | Danemark         | Parken Stadium                            | Camryn (en)         |
| 11 mai 2013        | Berlin           | Allemagne        | O2 World Berlin                           | Camryn (en)         |
| 12 mai 2013        | Hambourg         | Allemagne        | O2 World Hamburg                          | Camryn (en)         |
| 16 mai 2013        | Zurich           | Suisse           | Hallenstadion                             | Camryn (en)         |
| 17 mai 2013        | Munich           | Allemagne        | Olympiahalle                              | Camryn (en)         |
| 19 mai 2013        | Vérone           | Italie           | Arènes de Vérone                          | Camryn (en)         |
| 20 mai 2013        | Milan            | Italie           | Mediolanum Forum                          | Camryn (en)         |
| 22 mai 2013        | Barcelone        | Espagne          | Pavelló Olímpic de Badalona               | Camryn (en)         |
| 24 mai 2013        | Madrid           | Espagne          | Palacio Vistalegre                        | Camryn (en)         |
| 25 mai 2013        | Madrid           | Espagne          | Palacio Vistalegre                        | Camryn (en)         |
| 26 mai 2013        | Lisbonne         | Portugal         | Pavilhão Atlântico                        | Camryn (en)         |
| Amérique du Nord   |                  |                  |                                           |                     |
| 8 juin 2013        | Mexico           | Mexique          | Foro Sol                                  | JetLag              |
| 9 juin 2013        | Mexico           | Mexique          | Foro Sol                                  | JetLag              |
| 13 juin 2013       | Sunrise          | États-Unis       | BB&T Center                               | 5 Seconds of Summer |
| 14 juin 2013       | Miami            | États-Unis       | American Airlines Arena                   | 5 Seconds of Summer |
| 16 juin 2013       | Louisville       | États-Unis       | KFC Yum! Center                           | 5 Seconds of Summer |
| 18 juin 2013       | Columbus         | États-Unis       | Nationwide Arena                          | 5 Seconds of Summer |
| 19 juin 2013       | Nashville        | États-Unis       | Bridgestone Arena                         | 5 Seconds of Summer |
| 21 juin 2013       | Atlanta          | États-Unis       | Philips Arena                             | 5 Seconds of Summer |
| 22 juin 2013       | Raleigh          | États-Unis       | PNC Arena                                 | 5 Seconds of Summer |
| 23 juin 2013       | Washington       | États-Unis       | Verizon Center                            | 5 Seconds of Summer |
| 25 juin 2013       | Philadelphie     | États-Unis       | Wells Fargo Center                        | 5 Seconds of Summer |
| 26 juin 2013       | Mansfield        | États-Unis       | Comcast Center                            | 5 Seconds of Summer |
| 28 juin 2013       | Wantagh          | États-Unis       | Nikon at Jones Beach Theater              | 5 Seconds of Summer |
| 29 juin 2013       | Wantagh          | États-Unis       | Nikon at Jones Beach Theater              | 5 Seconds of Summer |
| 2 juillet 2013     | East Rutherford  | États-Unis       | Izod Center                               | 5 Seconds of Summer |
| 4 juillet 2013     | Montréal         | Canada           | Centre Bell                               | 5 Seconds of Summer |
| 5 juillet 2013     | Hershey          | États-Unis       | Hersheypark Stadium                       | 5 Seconds of Summer |
| 6 juillet 2013     | Hershey          | États-Unis       | Hersheypark Stadium                       | 5 Seconds of Summer |
| 8 juillet 2013     | Pittsburgh       | États-Unis       | Consol Energy Center                      | 5 Seconds of Summer |
| 9 juillet 2013     | Toronto          | Canada           | Air Canada Centre                         | 5 Seconds of Summer |
| 10 juillet 2013    | Toronto          | Canada           | Air Canada Centre                         | 5 Seconds of Summer |
| 12 juillet 2013    | Auburn Hills     | États-Unis       | The Palace of Auburn Hills                | 5 Seconds of Summer |
| 13 juillet 2013    | Tinley Park      | États-Unis       | First Midwest Bank Amphitheatre           | 5 Seconds of Summer |
| 14 juillet 2013    | Tinley Park      | États-Unis       | First Midwest Bank Amphitheatre           | 5 Seconds of Summer |
| 18 juillet 2013    | Minneapolis      | États-Unis       | Target Center                             | 5 Seconds of Summer |
| 19 juillet 2013    | Kansas City      | États-Unis       | Sprint Center                             | 5 Seconds of Summer |
| 21 juillet 2013    | Houston          | États-Unis       | Toyota Center                             | 5 Seconds of Summer |
| 22 juillet 2013    | Dallas           | États-Unis       | American Airlines Center                  | 5 Seconds of Summer |
| 24 juillet 2013    | Denver           | États-Unis       | Pepsi Center                              | 5 Seconds of Summer |
| 25 juillet 2013    | West Valley City | États-Unis       | Maverik Center                            | 5 Seconds of Summer |
| 27 juillet 2013    | Vancouver        | Canada           | Rogers Arena                              | 5 Seconds of Summer |
| 28 juillet 2013    | Seattle          | États-Unis       | KeyArena                                  | 5 Seconds of Summer |
| 30 juillet 2013    | San Jose         | États-Unis       | HP Pavilion at San Jose                   | 5 Seconds of Summer |
| 2 août 2013        | Las Vegas        | États-Unis       | Mandalay Bay Events Center                | 5 Seconds of Summer |
| 3 août 2013        | Las Vegas        | États-Unis       | Mandalay Bay Events Center                | 5 Seconds of Summer |
| 4 août 2013        | Chula Vista      | États-Unis       | Cricket Wireless Amphitheatre             | 5 Seconds of Summer |
| 6 août 2013        | Chula Vista      | États-Unis       | Cricket Wireless Amphitheatre             | 5 Seconds of Summer |
| 7 août 2013        | Los Angeles      | États-Unis       | Staples Center                            | 5 Seconds of Summer |
| 8 août 2013        | Los Angeles      | États-Unis       | Staples Center                            | 5 Seconds of Summer |
| 9 août 2013        | Los Angeles      | États-Unis       | Staples Center                            | 5 Seconds of Summer |
| 10 août 2013       | Los Angeles      | États-Unis       | Staples Center                            | 5 Seconds of Summer |
| Australie          |                  | États-Unis       |                                           |                     |
| 23 septembre 2013  | Adélaïde         | Australie        | Adelaide Entertainment Centre             | 5 Seconds of Summer |
| 24 septembre 2013  | Adélaïde         | Australie        | Adelaide Entertainment Centre             | 5 Seconds of Summer |
| 25 septembre 2013  | Adélaïde         | Australie        | Adelaide Entertainment Centre             | 5 Seconds of Summer |
| 28 septembre 2013  | Perth            | Australie        | Perth Arena                               | 5 Seconds of Summer |
| 29 septembre 2013  | Perth            | Australie        | Perth Arena                               | 5 Seconds of Summer |
| 2 octobre 2013     | Melbourne        | Australie        | Rod Laver Arena                           | 5 Seconds of Summer |
| 3 octobre 2013[A]  | Melbourne        | Australie        | Rod Laver Arena                           | 5 Seconds of Summer |
| 5 octobre 2013     | Sydney           | Australie        | Allphones Arena                           | 5 Seconds of Summer |
| 6 octobre 2013     | Sydney           | Australie        | Allphones Arena                           | 5 Seconds of Summer |
| 10 octobre 2013    | Christchurch     | Nouvelle-Zélande | CBS Canterbury Arena                      | 5 Seconds of Summer |
| 12 octobre 2013    | Auckland         | Nouvelle-Zélande | Vector Arena                              | 5 Seconds of Summer |
| 13 octobre 2013    | Auckland         | Nouvelle-Zélande | Vector Arena                              | 5 Seconds of Summer |
| 16 octobre 2013    | Melbourne        | Australie        | Rod Laver Arena                           | 5 Seconds of Summer |
| 17 octobre 2013    | Melbourne        | Australie        | Rod Laver Arena                           | 5 Seconds of Summer |
| 19 octobre 2013    | Brisbane         | Australie        | Brisbane Entertainment Centre             | 5 Seconds of Summer |
| 20 octobre 2013    | Brisbane         | Australie        | Brisbane Entertainment Centre             | 5 Seconds of Summer |
| 21 octobre 2013    | Brisbane         | Australie        | Brisbane Entertainment Centre             | 5 Seconds of Summer |
| 23 octobre 2013[A] | Sydney           | Australie        | Allphones Arena                           | 5 Seconds of Summer |
| 24 octobre 2013    | Sydney           | Australie        | Allphones Arena                           | 5 Seconds of Summer |
| 25 octobre 2013    | Sydney           | Australie        | Allphones Arena                           | 5 Seconds of Summer |
| 26 octobre 2013    | Sydney           | Australie        | Allphones Arena                           | 5 Seconds of Summer |
| 28 octobre 2013[A] | Melbourne        | Australie        | Rod Laver Arena                           | 5 Seconds of Summer |
| 29 octobre 2013    | Melbourne        | Australie        | Rod Laver Arena                           | 5 Seconds of Summer |
| 30 octobre 2013    | Melbourne        | Australie        | Rod Laver Arena                           | 5 Seconds of Summer |
| Asie               |                  |                  |                                           |                     |
| 2 novembre 2013    | Tokyo            | Japon            | Makuhari Messe                            | Olly Murs           |
| 3 novembre 2013    | Tokyo            | Japon            | Makuhari Messe                            | Olly Murs           |